# Cul-de-Sac (vlakte)
De Cul-de-Sac is een geologische depressie in het zuiden van Haïti. De vlakte is 32 kilometer lang en 12 kilometer breed. Ze loopt van de Baai van Port-au-Prince tot aan de grens met de Dominicaanse Republiek. De hoogte is overal lager dan 100 meter. Kleine delen liggen beneden de zeespiegel. Het land is voor het grootste deel kaal, met uitzondering van wat kleine struikenbossen. Op de Cul-de-Sac ligt het meer Étang Saumâtre.

## Geologie
De depressie maakt deel uit van de Enriquillo-Plantain Garden-breuk. Wat nu het eiland Hispaniola is, waren oorspronkelijk twee eilanden, die door deze breuk van elkaar gescheiden waren. In het Kwartair is het tussenliggende zeewater opgevuld met rivierslib, waardoor het huidige eiland gevormd werd. De Cul-de-Sac is onderdeel van het hierdoor ontstane laagland. De depressie loopt verder over de grens met de Dominicaanse Republiek, en heet daar Hoya de Enriquillo (vaak ook Valle de Neiba genoemd).